# Ace Wilder
Alice Kristina Ingrid Gernandt (n. 23 de julio de 1982 en Estocolmo, Suecia) más conocida por su nombre artístico Ace Wilder, es una cantante sueca y compositora conocida por participar en el Melodifestivalen 2014 y Melodifestivalen 2016.

## Inicio
Wilder nació el 23 de julio de 1982 in Estocolmo, Suecia. Creció en diversos lugares del mundo y vivió durante un largo periodo en Miami, Florida (Estados Unidos). Es sobrina del comentarista radiofónico Anders Gernandt.

## Carrera profesional

### 2013–2014:Busy Doin' Nothin'
Después de varios años cantando y bailando con cantantes internacionales a lo largo del mundo, Wilder decidió en 2012 iniciar su carrera en solitario. Consiguió un contrato discográfico con EMI Records y Warner Music. Lanzó el sencillo "Do It", que ha aparecido en programas de televisión estadounidenses. En 2013 lanzó el sencillo "Bitches Like Fridays". Su  álbum debut A Wilder, lanzado a finales de 2013, fue premiado como el "Mejor Álbum del Año" en los Scandipop Awards.
Su salto a la fama en la industria de la música sueca comenzó después de su participación en el Melodifestivalen 2014. Wilder se clasificó para la final el 8 de marzo en el Friends Arena, alcanzando su tercera semifinal en Scandinavium con su canción "Busy Doin' Nothin'".  Quedó en segundo lugar, dos puntos por debajo de la ganadora, Sanna Nielsen. La canción alcanzó el puesto número uno en la lista de singles de Suecia y ha sido certificada 3 veces platino por vender +120,000 copias.

### 2015-presente: Nuevas canciones y vuelta al Melodifestivalen
En 2015 Ace Wilder, lanzó los sencillos Riot y Stupid. En 2016 volvió al Melodifestivalen con la canción Don't Worry donde compitió en la semifinal celebrada en Gotemburgo, donde consiguió clasificarse para la final celebrada en la capital del país, Estocolmo.
Siendo una de las favoritas para ganar ella quedó en tercer puesto en la final. La canción alcanzó el puesto número 13 en las listas de Suecia y fue certificada platino por vender +40.000 copias.

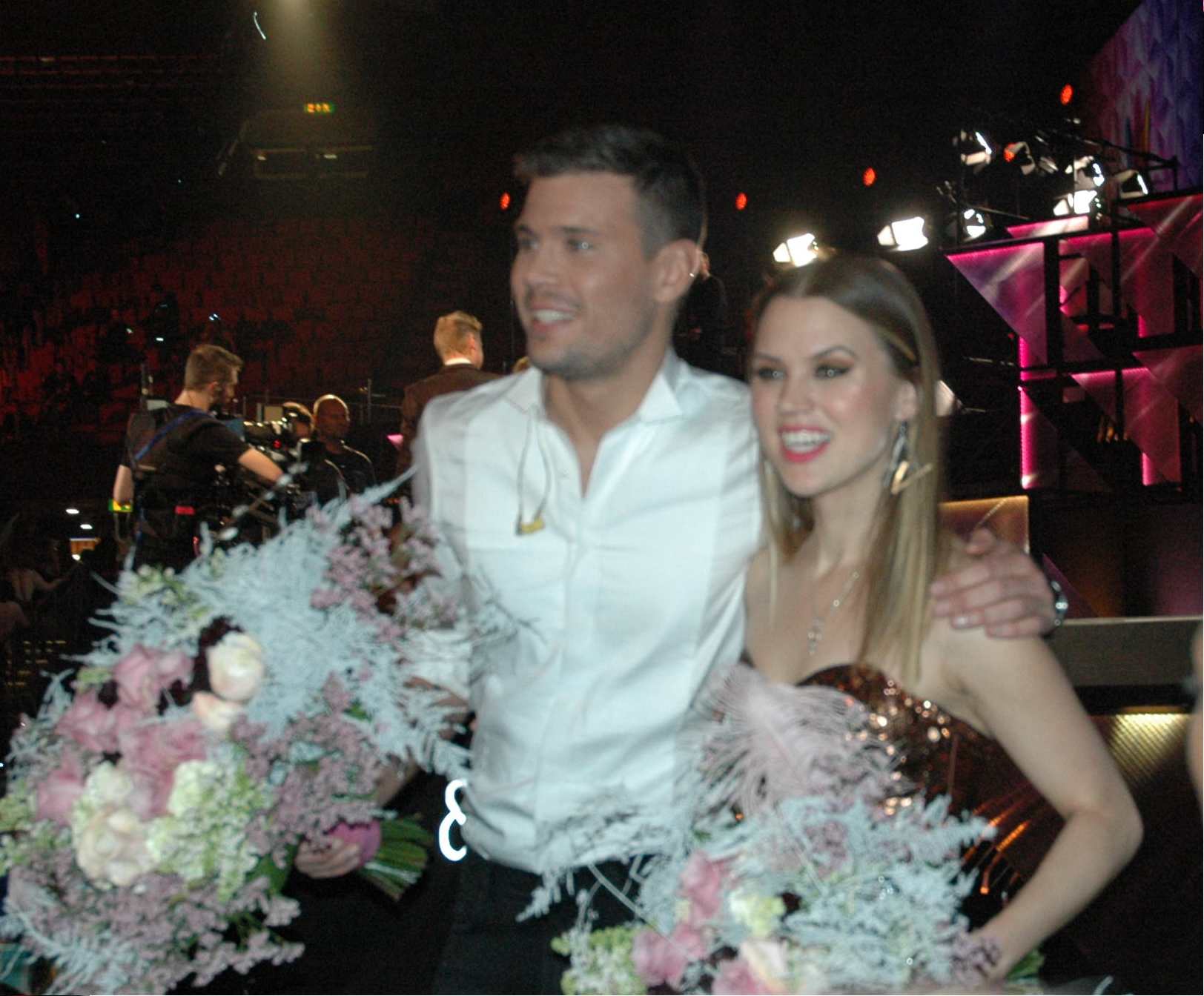
Ace Wilder tras la ganar la primera semifinal del Melodifestivalen 2016 junto al otro ganador de dicha semifinal Robin Bengtsson.

Después del Melodifestivalen, publicó su nuevo sencillo llamado "Selfish".
Finalmente en noviembre del 2016 se anunció que volvería al Melodifestivalen con la canción Wild Child. Concursó en la primera semifinal en Gotemburgo en el 4 de febrero obteniendo, como en sus participaciones anteriores, consiguió el pase directo a la final celebrada en Estocolmo. Finalmente quedó en séptimo lugar, siendo esta la posición más baja en sus tres participaciones.

## Discografía

### EP
| Título del álbum | Datos del álbum                                                                                            |
| ---------------- | --- |
| A Wilder         | - Lanzamiento: 21 de diciembre de 2013 - Discográfica: Warner Music Sweden - Formato: CD, descarga digital |
| The Wildcard     | - Lanzamiento: 12 de junio de 2015 - Discográfica: Warner Music Sweden - Formato: CD, descarga digital     |

### Sencillos
| Año  | Título                 | Puesto | Álbum              |
| Año  | Título                 | SUE    | Álbum              |
| ---- | ---------------------- | ------ | ------------------ |
| 2013 | "Do It"                | —      | A Wilder           |
| 2013 | "Bitches Like Fridays" | —      | A Wilder           |
| 2014 | "Busy Doin' Nothin'"   | 1      | Busy Doin' Nothin' |
| 2014 | "Riot"                 | —      | The Wildcard       |
| 2015 | "Stupid"               | —      | The Wildcard       |
| 2016 | "Don't worry"          | 13     | Don't worry        |

### Como compositora
| Año  | Artista            | Título                                        | Álbum               |
| ---- | ------------------ | --------------------------------------------- | ------------------- |
| 2007 | Soccx              | "From Dusk Till Dawn (Get The Party Started)" | Hold On             |
| 2007 | Soccx              | "Scream Out Loud"                             | Hold On             |
| 2009 | Stefanie Heinzmann | "No One (Can Ever Change My Mind)"            | Roots to Grow       |
| 2009 | Sweetbox           | "Magic"                                       | The Next Generation |
| 2009 | Jolin              | "花蝴蝶" (Butterfly)                          | Butterfly           |
| 2010 | Jennifer Rush      | "Head Above Water"                            | Now Is The Hour     |
| 2011 | Honey              | "Carry On"                                    | Honey               |
| 2011 | Honey              | "Hungover"                                    | Honey               |
| 2011 | Martina Aitolehti  | "Corrupted"                                   | Martina             |
| 2014 | Margaret Berger    | "Scream"                                      | New Religion        |
| 2014 | Anna Abreu         | "Oh Oh"                                       | V                   |
| 2015 | 4Minute            | "간지럽혀 (Tickle Tickle Tickle)"             | Crazy               |